# Hogna patens
Hogna patens este o specie de păianjeni din genul Hogna, familia Lycosidae, descrisă de Roewer, 1959.
Este endemică în Zimbabwe. Conform Catalogue of Life specia Hogna patens nu are subspecii cunoscute.